# Livro de Baruque
O Livro de Baruque é um livro deuterôcanonico em algumas tradições do cristianismo, como na Igreja Católica e nas Igrejas Ortodoxas. No judaísmo e na maioria das igrejas protestantes é considerado um livro apócrifo. A obra possui seis capítulos, sendo que a autoria dos cinco primeiros é tradicionalmente atribuída ao profeta Baruque, enquanto que a autoria do sexto é atribuída a Jeremias.
A obra tem por objetivo mostrar como era a vida religiosa daquele povo, seus cultos e tem o mérito de conservar o sentimento religioso dos israelitas dispersos pelo mundo todo após a ruína de Jerusalém e a perda de quase todas as suas instituições. Mostra como eles conservaram viva a consciência de ser um povo adorador do verdadeiro Deus. Ao mesmo tempo, mostra a consciência que tinham do desastre nacional: não atribuem tudo isso à infidelidade de Javé; ao contrário, reconhecem que os males se originaram por culpa deles próprios: estão assim porque desprezaram a palavra dos profetas, rejeitaram a justiça e a verdadeira sabedoria. Mas, ao lado dessa consciência de seus pecados, conservam uma viva esperança, pois acreditam que Deus não abandona o seu povo e continua fiel às promessas. Se houver arrependimento e conversão, poderão confiar no perdão divino: serão reunidos de novo em Jerusalém, que é para sempre a cidade de Deus.
A carta do capítulo sexto é uma carta que nos leva aos templos pagãos, cujos ídolos estão empoeirados e carcomidos de cupim. Esses ídolos, apresentados de forma atraente e grandiosa, não têm vida, nem são capazes de produzir vida: "Não podem salvar ninguém da morte e nem podem livrar o fraco da mão do poderoso. Não são capazes de devolver a vista ao cego nem de livrar um homem do perigo; não têm compaixão pela viúva nem prestam qualquer ajuda ao órfão. Esses deuses de madeira prateada ou dourada parecem pedras tiradas do morro: quem se ocupa deles só vai passar vergonha. Como, então, pensar ou dizer que são deuses?" (Br 6:35-39).

## Estrutura da obra
O Livro de Baruque é composto de textos com gêneros literários diferentes, que não devem ser nem do mesmo autor nem da mesma época.
Pode-se dividir a obra em cinco partes:
- 1. Capítulo 1:1-14: faz uma descrição da origem da obra, uma introdução (em prosa);
- 2. Capítulos 1:15 a 3:8: há confissão dos pecados de Israel (1:15-2:10) e suas orações, pedindo perdão (2:11-3:8), foi escrita originalmente em hebraico (em prosa), e desenvolve a oração de Dn 9:4-19.[3]
- 3. Capítulos 3:9 a 4:4: Os profetas exortam o povo a parar de cometer erros e seguir os mandamentos dados (em poesia, no estilo dos livros sapienciais).
- 4. Capítulos 4:4 a 5:9: O povo recebe por meio dos profetas a promessa de que será liberto do cativeiro (em poesia).
- 5. Capítulo 6: Jeremias alerta os israelitas sobre os perigos da idolatria no cativeiro da Babilônia. Este livro é conhecido como "Epístola de Jeremias" e é um livro a parte na Septuaginta. Na Vulgata, base das bíblias católicas, é o capítulo 6 de Baruque.[3]

Alguns capítulo dos livros de Baruque são conhecidos por nomes individuais:
- Baruque 1: "Livro de Baruque";
- Baruque 2: "Apocalipse Siríaco de Baruque. Os versículos 78-87 são também conhecidos por "Carta de Baruque à tribo dos nove e meio".
- Baruque 3: "Apocalipse Grego de Baruque ou ou apenas "Apocalipse de Baruque".
- Baruque 4: "Paralipomena de Jeremias", que aparece como um livro a parte em diversos manuscritos antigos gregos, e significa "coisas deixadas de fora de [do livro de] Jeremias".

## Autoria
Embora a introdução (1:1-14) sustente que foi escrito por Baruque e enviado a Jerusalém para ser lido nas assembléias litúrgicas, há estudos que indicam que os textos não foram escritos pelo próprio Baruque, o secretário de Jeremias, e que, provavelmente, foram escritos no século II AC ou em meados do séc I AC.